# オルツォット

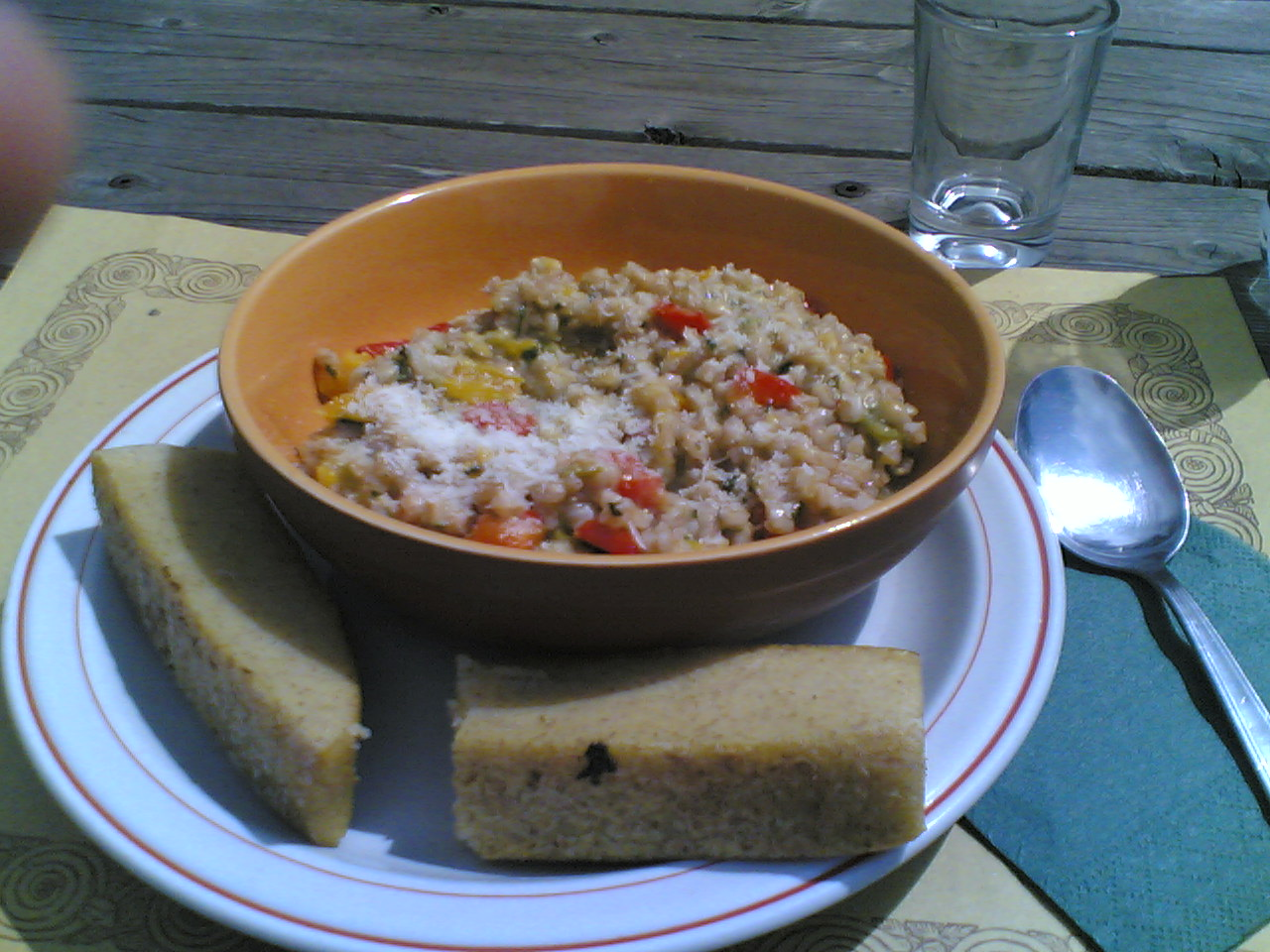
オルツォットの例

オルツォット（イタリア語: Orzotto）はイタリア料理の1種。
「リゾットの米を精白丸麦に置き換えた料理」と説明されることもある。
「オルツォ（orzo）」は大麦の意である。